# Lars Dahlstedt

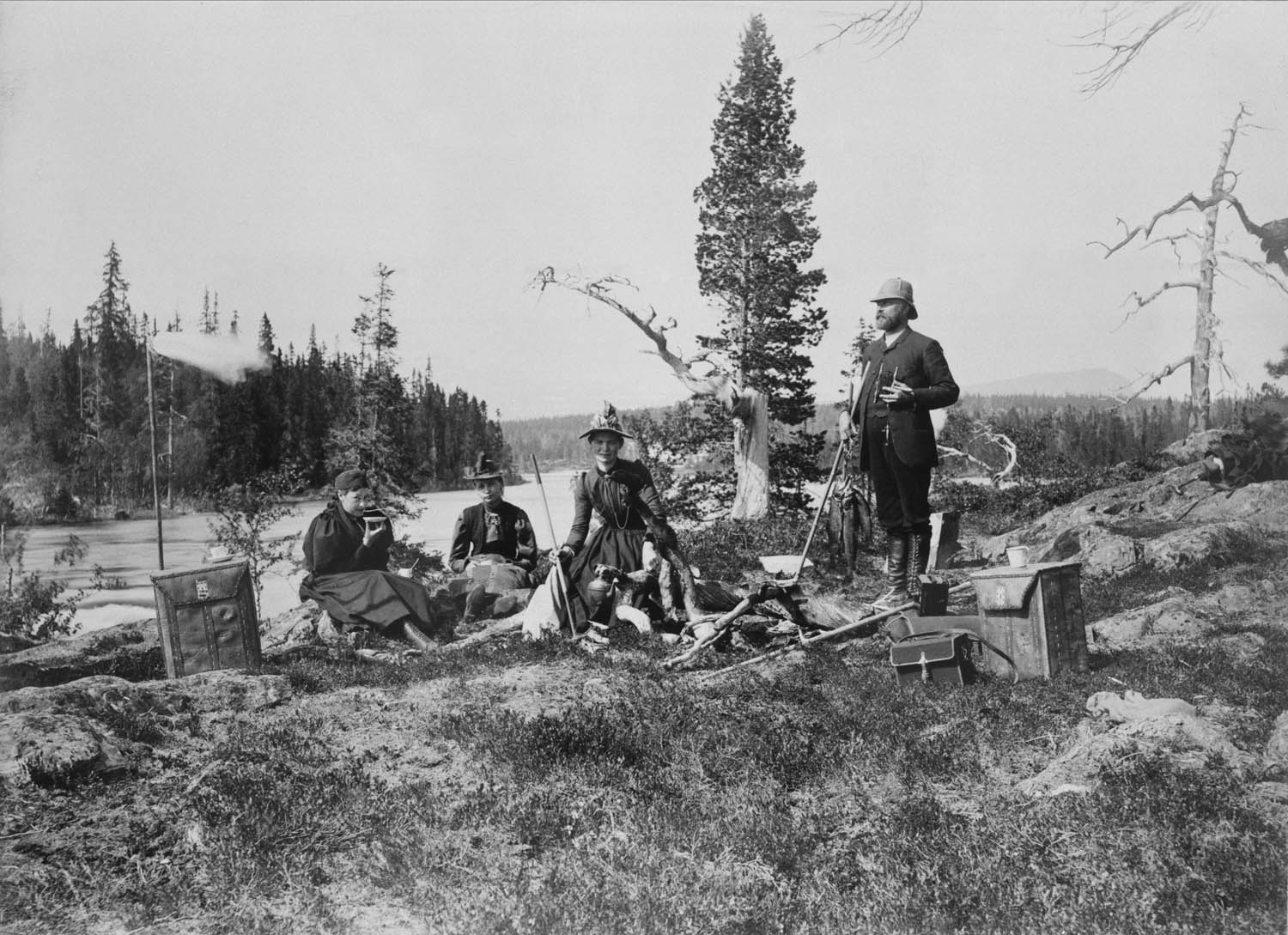
Lars Dahlstedt iförd tropikhjälm längst till höger under en färd 1895 till vårhelgen i Fatmomakke.

Lars Dahlstedt i riksdagen kallad Dahlstedt i Vilhelmina, född 28 december 1855 i Äppelbo församling, Kopparbergs län, död 13 oktober 1915 i Vilhelmina församling, var en svensk präst och riksdagspolitiker. Han var far till Helge Dahlstedt och farfar till Karl-Hampus Dahlstedt.
Efter att ha prästvigts fick Lars Dahlstedt sin första tjänst som vice pastor i Vilhelmina församling, Luleå stift, där en av hans första insatser blev att genomdriva uppförandet av den nya kyrkan i Fatmomakke. Dahlstedt förblev sedan verksam som kyrkoherde i Vilhelmina. 
Som riksdagsman var han ledamot av andra kammaren 1892–1901, invald i Västerbottens västra domsagas valkrets. I riksdagen skrev han 13 egna motioner, bland annat om ökat anslag till juridiskt biträde åt svenska samer i Norge, så kallade lappfogdar och lappförmän, om åtgärder mot missbruk av parfymer innehållande sprit. 

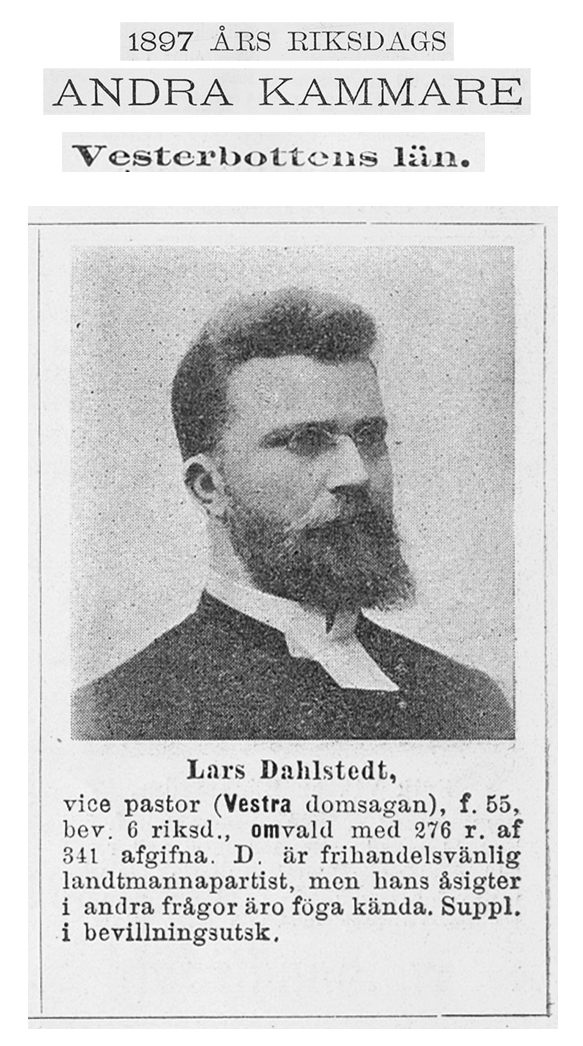
1897 års riksdag
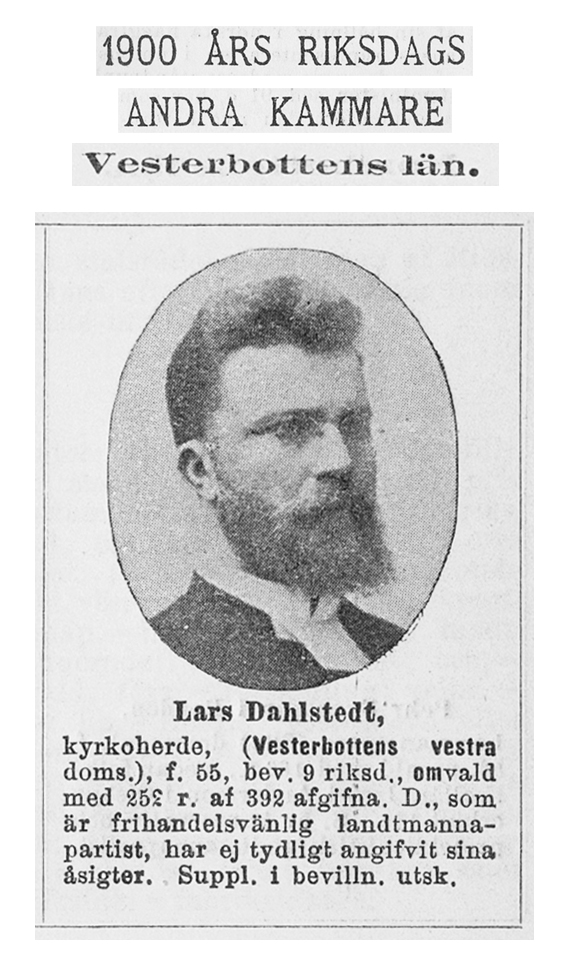
1900 års riksdag